# إرنست أوبيرت

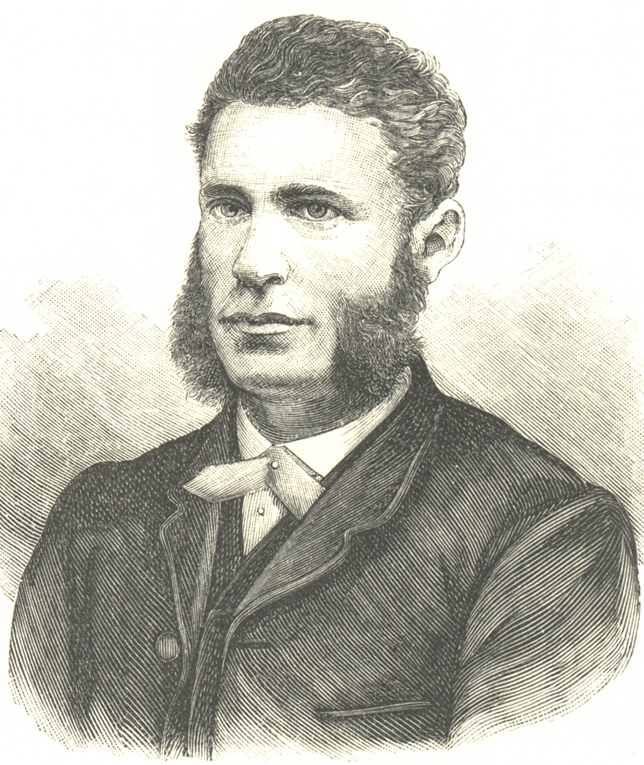
إرنست أوبيرت

إرنست جايكوب أوبيرت (ولد في 5 ديسمبر 1832 ومات في 19 سبتمبر 1903) هو رجل أعمال يهودي من ألمانيا واشتهر بمحاولته غير الناجحة لسرقة رفات الأمير ناميون، وهذا الأمير (الأمير ناميون) هو والد هنغسون دايوونغن الوصي على عرش مملكة جوسون وابنه الملك غوجونغ. وقعت هذه الحادثة في سنة 1868 من أجل إخراج مملكة جوسون من حالتها الانعزالية وفتح سبل التجارة العالمية.